# Rah Ahan FC
Rah Ahan FC is een Iraanse voetbalclub uit Ray.
De club werd in 1927 opgericht door de Iraanse spoorwegen en is daar nog steeds eigendom van. In 2006 promoveerde de club naar de Premier League Iran. Daar was veel om te doen aangezien een rechtbank in 2006 oordeelde dat de club hiervoor wedstrijden gekocht had en niet speelgerechtigde spelers had opgesteld. Het benadeelde Sanat Naft FC mocht hierdoor ook automatisch promoveren.
In juli 2009 stelde de club Ernie Brandts aan als trainer. Op 12 december 2009 wordt de Nederlandse oud-international ontslagen.
Esteghlal · Foolad · Gol Gohar · Machine Sazi · Naft Masjed Soleyman · Nassaji Mazandaran · Pars Jam · Paykan · Persepolis · Saipa · Sanat Naft · Sepahan · Shahin Bushehr · Shahr Khodro · Tractor · Zob Ahan